# مايك براق
مايك براق هو لاعب اتحاد الرغبي كندي، ولد في 9 أكتوبر 1980 في فانكوفر في كندا.

## وصلات خارجية
- مايك براق عل موقع إسبنسكروم (الإنجليزية)
- مايك براق على موقع ItsRugby.co.uk (الإنجليزية)